# Легітимність королеви Вікторії

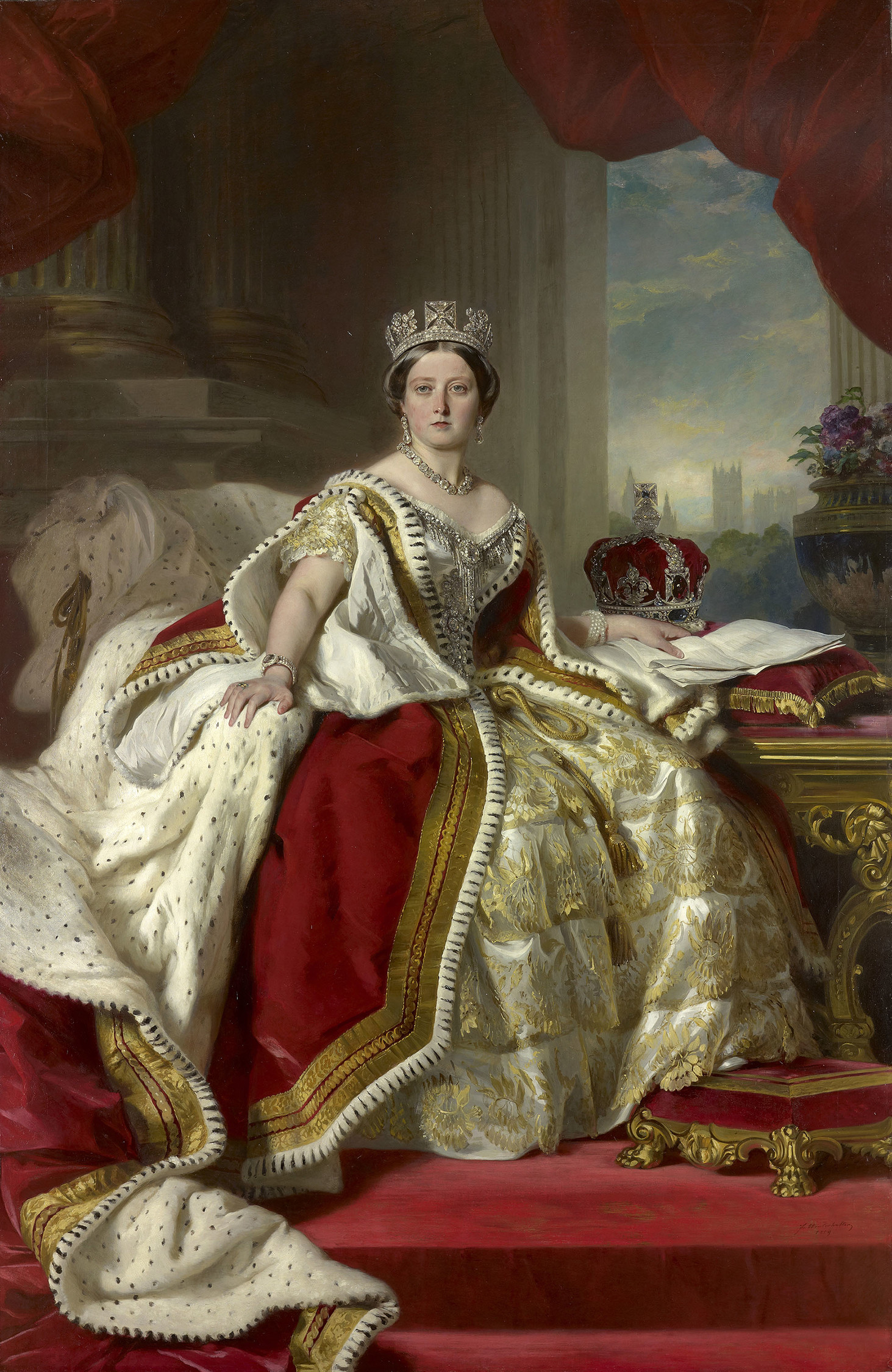
Королева Вікторія. Робота Франца Ксавера Вінтергальтера, 1859

Батьківство королеви Вікторії є об'єктом спекуляцій. Існує припущення, що її батьком був не принц Едвард, герцог Кентський і Стратернський. Ця гіпотеза ґрунтується на тому, що нащадки королеви Вікторії хворіли на такі генетичні захворювання як гемофілія та порфірія, та на інших непрямих доказах.

## Криза престолонаступництва
Принцеса Шарлотта Уельська була єдиною дочкою принца-регента Георга (згодом короля Георга IV) і, відповідно, наступницею престолу Великої Британії. Смерть принцеси та її мертвонародженого сина у 1817 році спричинила змагання між шістьма молодшими синами короля Георга III за те, хто з них стане батьком законного спадкоємця престолу. Деякі з них були втягнуті в скандали. Принц Фредерік, герцог Йоркський, другий у лінії престолонаступництва, мирно розлучився зі своєю дружиною — принцесою Фрідерікою Шарлоттою Прусською. Шостий син короля, принц Август, герцог Сассекський, уклав два шлюби всупереч Законові про королівські шлюби 1772 року (як і принц-регент до одруження із матір'ю принцеси Шарлотти). Інші три брати, принц Вільгельм, принц Едуард і принц Адольф, третій, четвертий і сьомий у лінії престолонаступництва відповідно, одружилися в 1818 році. П'ятий син короля, принц Ернест, герцог Камберлендський, вже був одружений, проте не мав живих дітей на той час.
Принц Вільгельм, герцог Кларенський, одружився із принцесою Адельгейдою Саксен-Майнінгенською. Хоча він був батьком десяти позашлюбних дітей від коханки Дороті Джордан, усі його діти від законного шлюбу померли у дитинстві. Друга дочка, принцеса Єлизавета, прожила найдовше — з 10 грудня 1820 по 4 березня 1821. Наступним у лінії престолонаступництва був герцог Кембриджський, у якого в 1819 році народився син Георг. За два місяці він опустився у лінії престолонаступництва через народження у герцога Кентського та принцеси Вікторії Саксен-Кобург-Заафельдської дочки Вікторії. Вона народилася 24 травня 1819 року, усього за три дні перед народженням сина герцога Камберлендського Георга.
Георг III та герцог Кентський померли у січні 1820 року. Принц-регент став королем Георгом IV, а принцеса Вікторія — третьою в лінії престолонаступництва після своїх дядьків — герцога Йоркського (пом. 1827) та герцога Кларенського (згодом короля Вільгельма IV). 1837 року вона посіла британський престол як королева Вікторія.

## Суперечності

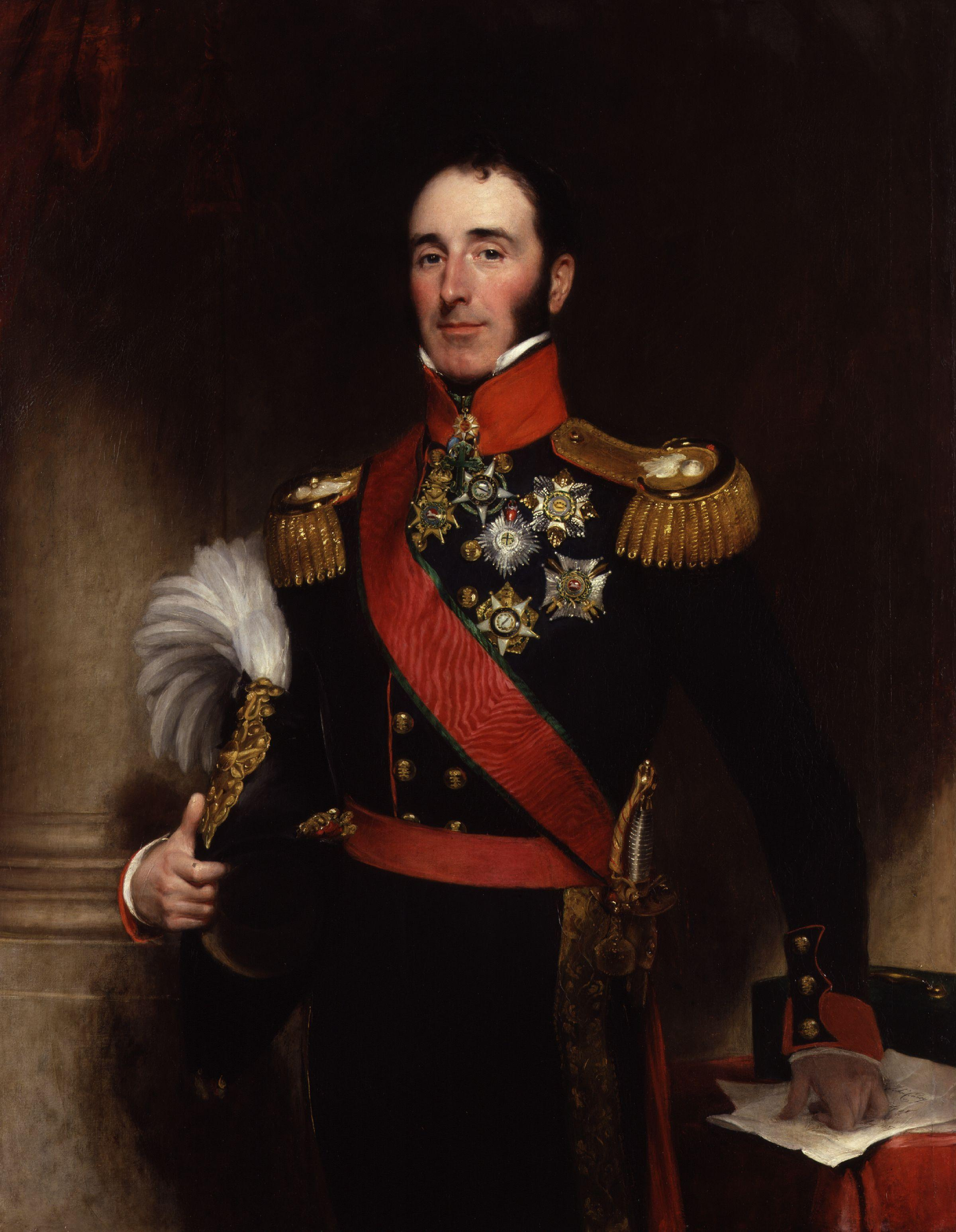
Сер Джон Конрой

Чутки про батьківство королеви Вікторії зазвичай зосереджуються на ірландському солдатові та особистому секретареві матері королеви Джону Конрою. Герцогиня Кентська була однолітком Конроя, тоді як між нею та її чоловіком різниця у віці становила 19 років. Двір відкрито пліткував про їхні стосунки. Після смерті герцога Конрой замінював його у ролі батька принцеси, на що вона обурювалася. Це спричинило розрив між Вікторією та її матір'ю і між герцогинею та королем Вільгельмом IV. Конрой очікував, що коли Вікторія зійде на престол і стане королевою, він стане її приватним секретарем, проте відповідно до одного із перших актів Вікторії як королеви Конрой був змушений покинути двір.
Чутки про те, що герцогиня та Конрой були коханцями, швидко поширювалися. На запитання біографа Чарлза Гренвілла герцог Веллінгтон відповів, що «припускав таке». Пізніше герцог розповідав історію, що коли Вікторія була молодою, вона випадково застала матір із Конроєм за тим, що він дипломатично назвав «деякою фамільярністю». Веллінгтон повідомив, що Вікторія розповіла про все баронесі Луїзі Летцен, яка, в свою чергу, розповіла мадам де Шпет, що виступала проти герцогині через її поведінку. Як повідомляє Веллінгтон, герцогиня Кентська була розлючена і негайно звільнила де Шпет. Коли Вікторія стала королевою, вона заперечувала цю історію, заявляючи, що через своє благочестя її матір не могла б дозволити собі таку фамільярність із Конроєм.

## Генетичні фактори
Письменник Ендрю Норман Вілсон припускав, що батьком королеви Вікторії міг бути не герцог Кентський із двох причин:
- у нащадків королеви Вікторії було виявлено гемофілію, хоча до цього хвороби не було у королівській родині;
- зникнення порфірії у нащадків королеви, хоча, за словами Вілсона, до неї хвороба була поширена у королівській родині[5].

Обидва аргументи можна заперечити. Оскільки гемофілія зчеплена з X-хромосомою, щоб батько міг передати дітям цю хворобу, він сам мав страждати від неї, хоча Конрой був здоровим. Хворі на гемофілію мали незначні шанси на виживання на початку XIX століття через тогочасний рівень медицини. Немає жодних доказів того, що предки чи нащадки Конроя або ж герцога Кентського хворіли на гемофілію. Ймовірно, поява хвороби пов'язана із мутацією, яка виникла внаслідок того, що на момент зачаття Вікторії її батькові було 50, оскільки такі мутації часто виникають у дітей, зачатих літніми батьками, а спонтанні мутації становлять близько 30 % випадків.
Немає жодних генетичних доказів того, що хтось із королівської родини хворів на порфірію, а діагностування цього захворювання у Георга III ставиться під сумнів. Якщо порфірія справді була діагностована, то, ймовірно, вона і далі передавалася нащадкам Вікторії. Вважається, що щонайменше двоє її нащадків, принцеса Шарлотта Прусська та принц Вільям Глостерський, страждали на порфірію.
Точно підтвердити батьківство королеви Вікторії можна за допомогою аналізу ДНК, проте жодні такі дослідження не були санкціоновані британською королівською родиною.